# Ga Từ Sơn
Ga Từ Sơn là một nhà ga xe lửa tại thành phố Từ Sơn, tỉnh Bắc Ninh. Nhà ga là một điểm của đường sắt Hà Nội - Đồng Đăng và nối với ga Yên Viên với ga Lim.